# Dayo Ade
Dayo Ade (* 1972 in Nigeria) ist ein nigerianisch-kanadischer Schauspieler.

## Leben
Dayo Ade wurde in Nigeria in Westafrika geboren. Aufgewachsen ist er in Toronto in kanadischen Bundesstaat Ontario.
Seine Karriere begann Dayo Ade 1988 in der Serie Degrassi Junior High als Bryant Lister „BLT“ Thomas. Diese Rolle spielte er bis 1991 in insgesamt 48 Folgen und 1992 in dem dazugehörigen Film. In den folgenden Jahren hatte er hauptsächlich Gastauftritte in Serie, unter anderem in V.I.P. – Die Bodyguards, Charmed – Zauberhafte Hexen, The District – Einsatz in Washington, The Shield – Gesetz der Gewalt, Die himmlische Joan und Alias – Die Agentin. 2006 folgte für ihn eine Hauptrolle in dem Film Phat Girlz. Danach war er in Without a Trace – Spurlos verschwunden, Navy CIS und Emergency Room – Die Notaufnahme zu sehen, bevor er 2008 für zwei Folgen bei CSI: NY sowie zwei Jahre später bei Lost zu Gast war. 2010 hatte er auch die Rolle des MP Winston im Film Unthinkable inne sowie ein Jahr später die Rolle des Charles in Let Go. Eine Nebenrolle hatte Ade 2012 in der Serie The L.A. Complex. Von Januar bis November 2013 war er als Leo Beckett neben David Sutcliffe in der CBC-Television-Serie Cracked mit von der Partie.

## Filmografie (Auswahl)
- 1988–1991: Degrassi Junior High (Fernsehserie, 48 Folgen)
- 1992: School’s Out
- 1995: Rude
- 1996: Ein Mountie in Chicago (Due South, Fernsehserie, Folge 2x13)
- 2001: V.I.P. – Die Bodyguards (V.I.P., Fernsehserie, Folge 3x13)
- 2001: Resurrection Blvd. (Fernsehserie, 2 Folgen)
- 2002: Charmed – Zauberhafte Hexen (Charmed, Fernsehserie, Folge 4x19)
- 2002: The District – Einsatz in Washington (The District, Fernsehserie, Folge 2x22)
- 2003: The Shield – Gesetz der Gewalt (The Shield, Fernsehserie, Folge 2x09)
- 2004: Las Vegas (Fernsehserie, Folge 1x11)
- 2004: Girlfriends (Fernsehserie, Folge 4x24)
- 2004: Die himmlische Joan (Joan of Arcadia, Fernsehserie, Folge 2x02)
- 2004: Scrubs – Die Anfänger (Scrubs, Fernsehserie, Folge 4x09)
- 2005: Alias – Die Agentin (Alias, Fernsehserie, Folge 4x03)
- 2005: Phat Girlz
- 2007: Without a Trace – Spurlos verschwunden (Without a Trace, Fernsehserie, Folge 5x24)
- 2007: Navy CIS (NCIS, Fernsehserie, Folge 4x24)
- 2007: Emergency Room – Die Notaufnahme (ER, Fernsehserie, Folge 14x03)
- 2008: Remembering Phil
- 2008: CSI: NY (Fernsehserie, 2 Folgen)
- 2010: Castle (Fernsehserie, Folge 2x15)
- 2010: Lost (Fernsehserie, 2 Folgen)
- 2010: Navy CIS: L.A. (NCIS: Los Angeles, Fernsehserie, Folge 1x19)
- 2010: Unthinkable
- 2010: Chase (Fernsehserie, Folge 1x03)
- 2011: Let Go
- 2012: The L.A. Complex (Fernsehserie, 11 Folgen)
- 2013: Cracked (Fernsehserie, 21 Folgen)
- 2014: Republic of Doyle – Einsatz für zwei (Republic of Doyle, Fernsehserie, Folge 5x13)
- 2014: Marvel’s Agents of S.H.I.E.L.D. (Fernsehserie, Folge 1x17)
- 2015: Bones – Die Knochenjägerin (Bones, Fernsehserie, 1 Folge)
- 2015: Rookie Blue (Fernsehserie, 3 Folgen)
- 2016: Criminal Minds: Beyond Borders (Fernsehserie, 1 Folge)
- 2016: Beauty and the Beast (Fernsehserie, 2 Folgen)
- 2016, 2018: Heartland – Paradies für Pferde (Heartland, Fernsehserie, 3 Folgen)
- 2019: The Rookie (Fernsehserie, 1 Folge)
- 2019–2021: Workin’ Moms (Fernsehserie, 8 Folgen)
- 2021: Private Eyes (Fernsehserie, 1 Folge)